# 山口達也 (起業家)
山口 達也（やまぐち たつや、1962年11月26日 - ）は、日本の経営者。有限会社I.L.D取締役。製図試験.com主宰。日本思考特性協会理事。日本BIM普及センター・ディレクター。代表理事。交通事故被害者支援センター理事（2003年4月から2015年8月まで）。NPO法人空き家・空き地相談センター理事。
福島区商店会連盟事務局長、福島お助けネットワーク（有償ボランティアネット）代表、大阪市空き屋対策公募委員会委員。のだふじ巡り実行委員会事務局を歴任。
曽根 徹（ぞね とおる）、龍川 文蔵のハンドルネームも使用する。

## 略歴
三重県四日市市生まれ。名古屋大学教育学部附属高等学校を経て、大阪工業大学建築学科卒業。神戸大学大学院工学研究科修士課程環境計画学専攻修了後、阪神電鉄に入社を経て関西国際空港プロジェクトチーム発足にあたり、Renzo Piano Building Workshop Japanに移籍。その後も転職を重ね、有限会社I.L.Dを設立、同取締役C.E.O.となる。